# 1919 în literatură
- 1918 în literatură — 1919 în literatură — 1920 în literatură

Anul 1919 în literatură a implicat o serie de noi cărți semnificative.

## Cărți noi
- Sherwood Anderson — Winesburg, Ohio
- Pio Baroja — Caesar or Nothing
- L. Frank Baum — The Magic of Oz
- Edgar Rice Burroughs — Jungle Tales of Tarzan
- James Branch Cabell — Jurgen
- Ronald Firbank — Valmouth
- Maggie Fullilove — Who Was Responsible?
- Joseph Hergesheimer
  - Linda Condon
  - Java Head
- Hermann Hesse — Demian
- Jerome K. Jerome — All Roads Lead to Calvary
- Enzo Mainardi — scriitor, muzician, poet și pictor, membru important al mișcării artistice futuriste, publică la Tipografia Rossi, din Soresina, primul său volum de lirică, Il Sogno – Visul
- W. Somerset Maugham — The Moon and Sixpence
- Baroness Orczy
  - His Majesty's Well-beloved
  - The League of the Scarlet Pimpernel
- Marcel Proust — Pastiches et mélanges
- Romain Rolland — The Forerunners
- Mary Augusta Ward
  - Fields of Victory
  - Helena
- Virginia Woolf — Night and Day

## Poezie

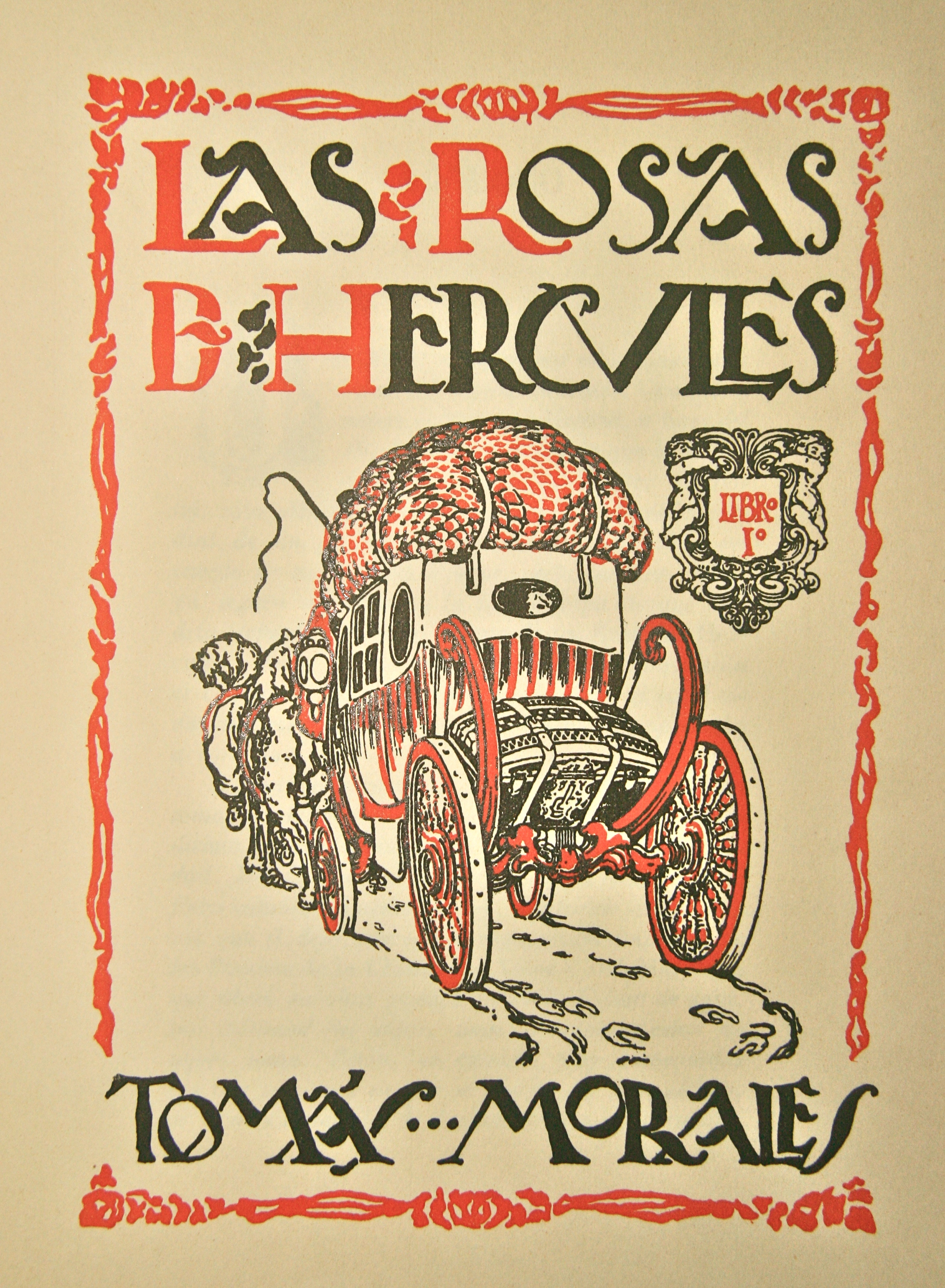
Las Rosas de Hércules

- Tomás Morales: Las Rosas de Hércules (Trandafirii lui Hercule)

## Premii
- Premiul Nobel pentru Literatură: